# لو غار
لو غار (بالإنجليزية: Lou Gare)‏ هو عازف جاز أمريكي، ولد في 16 يونيو 1939، وتوفي في 6 أكتوبر 2017.

## وصلات خارجية
- لو غار على موقع ميوزك برينز (الإنجليزية)
- لو غار على موقع ديسكوغز (الإنجليزية)